# Fali csavartfogúmoha
A fali csavartfogúmoha (Tortula muralis) az egyik leggyakoribb lombosmoha; nagyvárosokban épületeken, falakon, köveken, betonfelületeken található meg.

## Előfordulása
Korábban mint mészkősziklákon élő faj volt ismert a Tortula muralis. De ma már gyakorlatilag mindenhol megtalálható: falakon, beton felületeken, sírköveken stb. Városokban is nagyon gyakori, a szélsőségesen száraz körülmények között is képes megélni.
Kozmopolita faj, a világon mindenhol megtalálható. Magyarországon is az egyik leggyakoribb faj. Országos vörös listás besorolása: nem fenyegetett (LC).

## Jellemzői
Alacsony párnákat alkotó, körülbelül 5 mm magas növénykék. Nedves állapotban sárgászöld, szárazon a levelek feketészöldek. A levelek szabad szemmel is jól látható, fehéres szőrszálakban végződnek. A növénykék szára sűrűn borított rhizoidokkal.
Az alsó levelek kisebbek, mint a felsők, azok a szár végén rozettát alkotnak. A levelek nyelv alakúak. A levélér erőteljes és hosszú átlátszó szőrszálban fut ki a levél csúcsán. A levelek begöngyölt szélűek. Nedvesen egyenesek, felállók, szárazon enyhén csavarodottak.
Gyakran fejleszt spóratokot, melyek 1–2 cm hosszú, egyenes toknyélen ülnek. A tokok hosszúkásak, egyenesek, vagy nagyon enyhén íveltek. A perisztómium fogak hosszúak, fonalszerűek, 2-3-szorosan balra csavarodóak. A toknyél fiatalon sárgás, majd sötétbarna, lilás színű lesz.

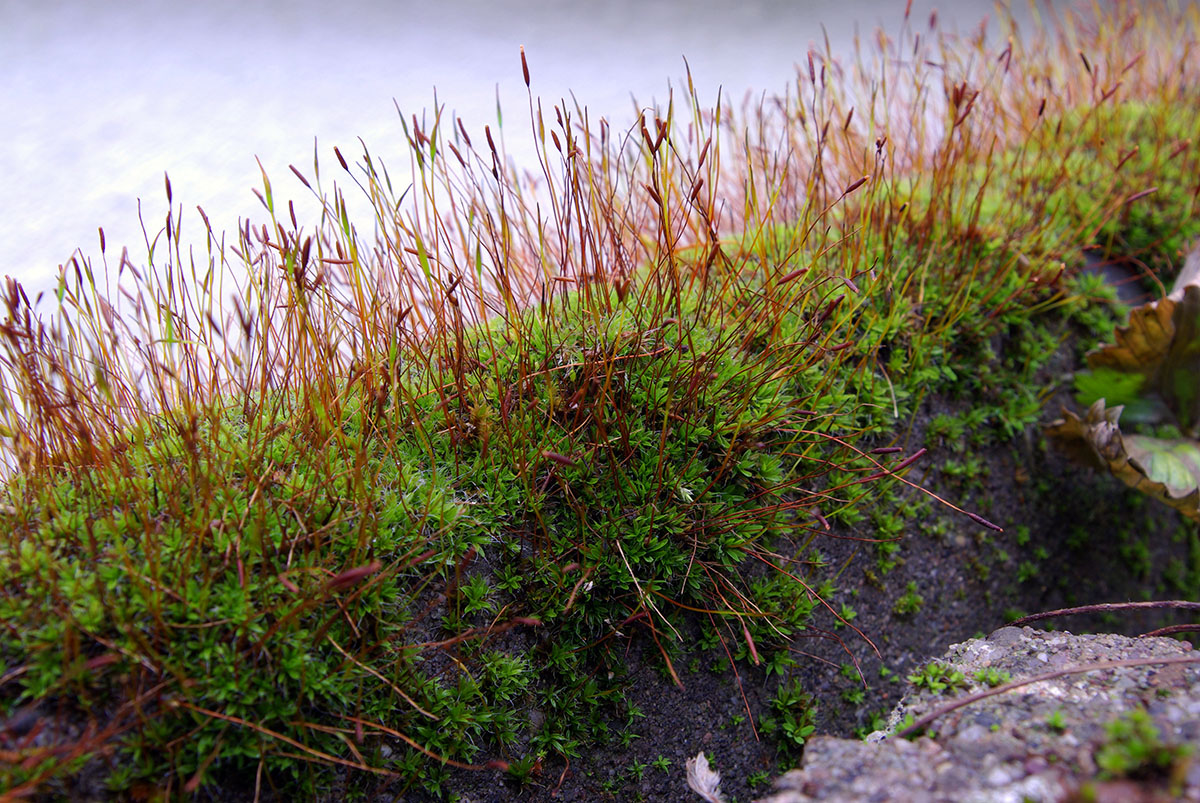
A fali csavartfogúmoha (Tortula muralis) számos spóratokot fejleszt
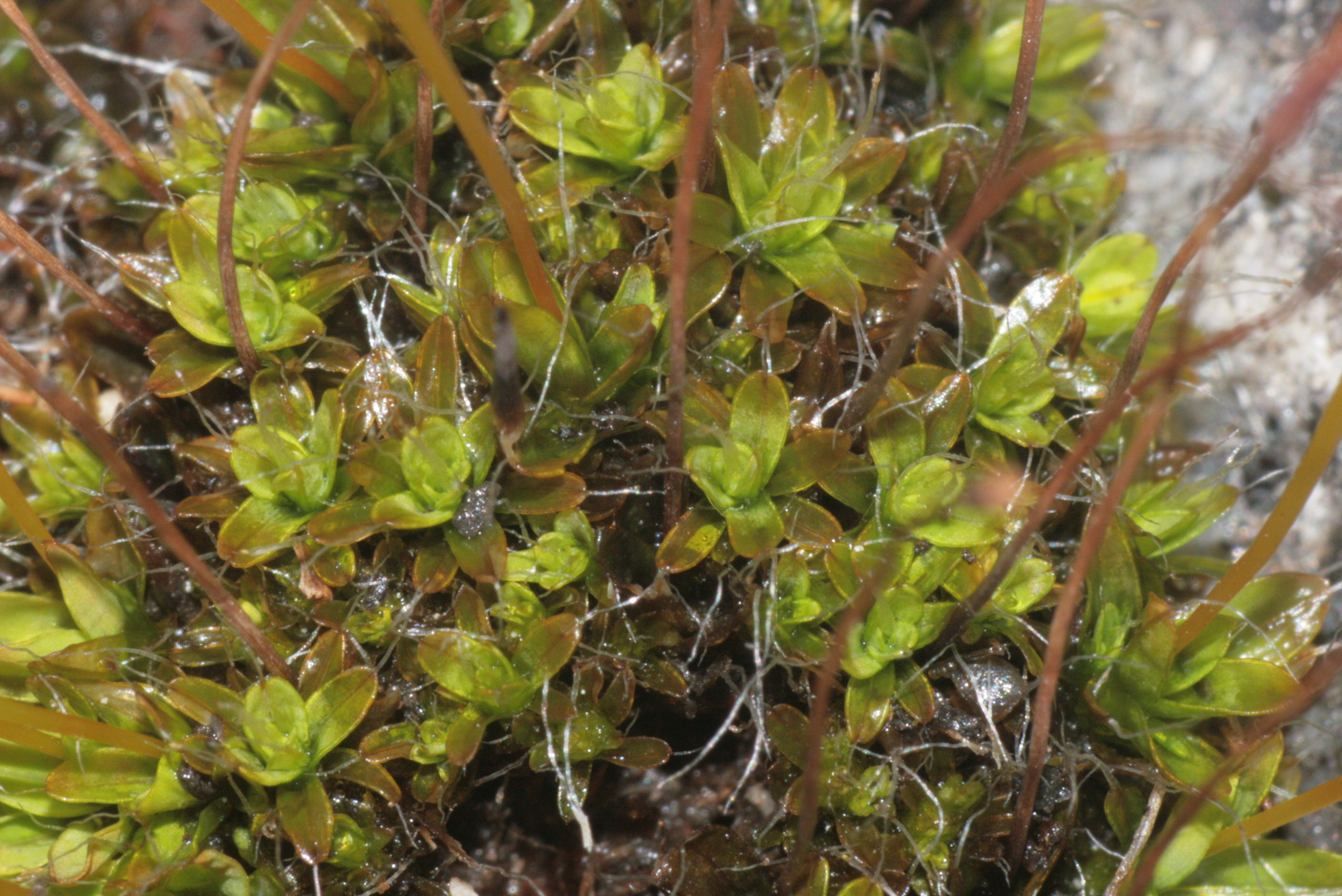
Szabadszemmel is jól látszik a levelek végén lévő átlátszó szőrszál.
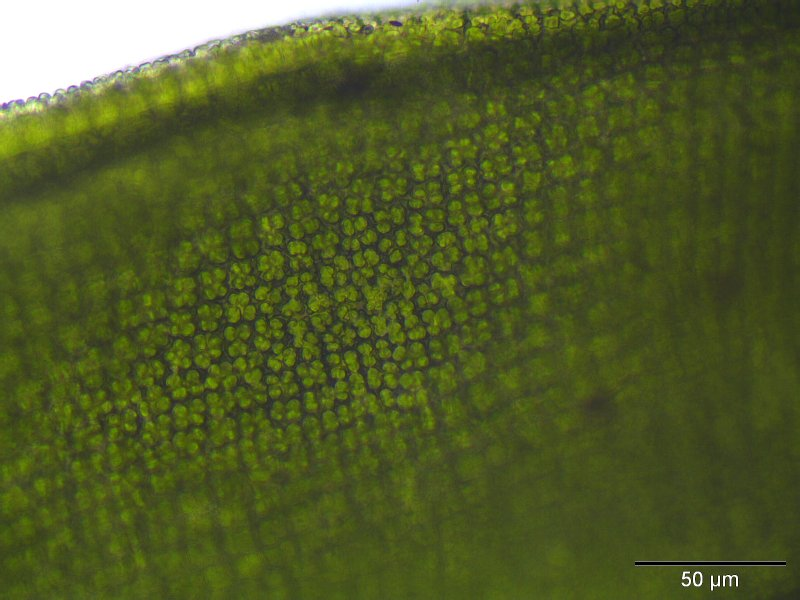
Jól látszanak az erősen papillás (szemölcsös) levélsejtek 400-szoros nagyításban
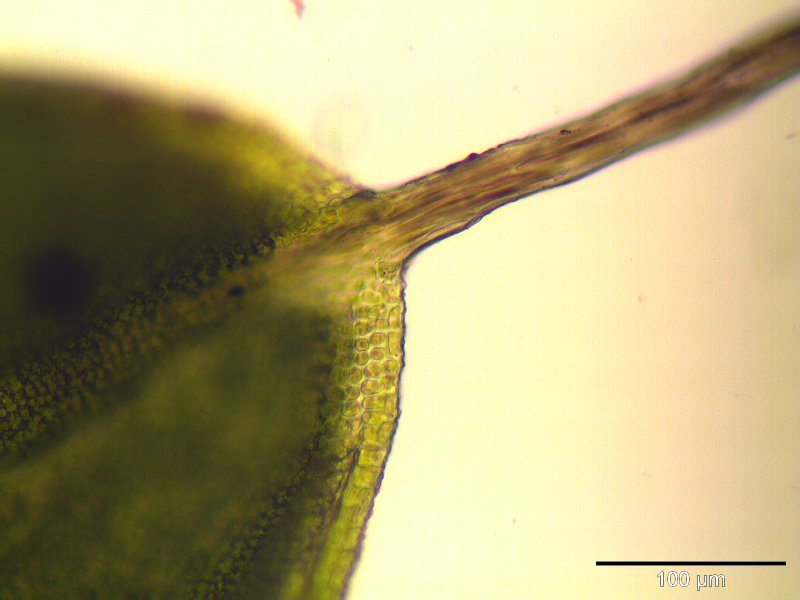
sárgás színű levélszegély 250-szeres nagyításban
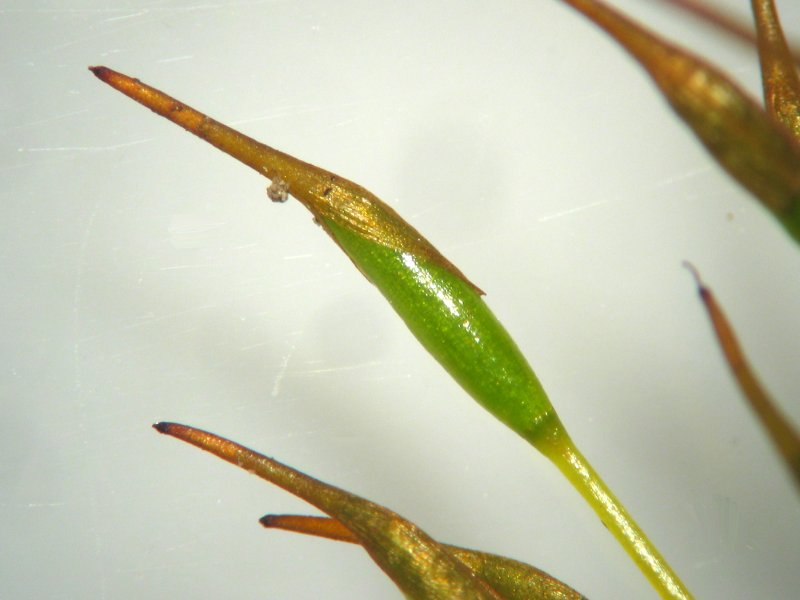
Toksüveg (kaliptra) a spóratokokon

Rokon nemzetségbe tartozik a háztetőmoha (Syntrichia ruralis). Ez a faj is elsősorban köveken, talajon és olyan mesterséges élőhelyeken él, mint a falak, betonfelületek és háztetők. Ritkán megtalálható holt fákon vagy kérgen is. Ez a faj akár 8 cm magasra is megnőhet, de általában csak 2–4 cm nagyságú. Nedvesen a levele erősen visszagörbül, ellentétben a T. muralis egyenes leveleivel.
Szintén a városokban gyakori falakon, betonon élő moha az őszmoha (Grimmia pulvinata). Ez a növényke sokkal dúsabban szőrözött, mint a fali csavartfogúmoha, nedvesen a levelek sötét színűek, a toknyele pedig görbült, és a spóratok is rövidebb, kerekdedebb, fiatalon egészen világoszöld színű.

## Fordítás
Ez a szócikk részben vagy egészben  a   Mauer-Drehzahnmoos című német Wikipédia-szócikk ezen változatának fordításán alapul.  Az eredeti cikk szerkesztőit annak laptörténete sorolja fel. Ez a jelzés csupán a megfogalmazás eredetét és a szerzői jogokat jelzi, nem szolgál a cikkben szereplő információk forrásmegjelöléseként.